# Nikolaj Levitjev
Nikolaj Vladimirovitj Levitjev (Николай Владимирович Левичев), född 28 maj 1953 i Pusjkin, Sovjetunionen, är en rysk politiker, partiledare för Rättvisa Ryssland, det tredje största partiet i Statsduman efter  parlamentsvalet i Ryssland 2011.
Levitjev valdes till partiledare den 16 april 2011 vid Rättvisa Rysslands femte partikongress i Moskva. Levitjev är gruppledare för Rättvisa Ryssland i statsduman.